# روبرت ليمان
روبرت ليمان (بالألمانية: Robert Lehmann)‏ هو متزلج سريع ألماني، ولد في 9 يناير 1984 في إرفورت في ألمانيا.

## وصلات خارجية
- روبرت ليمان على موقع SpeedSkatingBase.eu (الإنجليزية)
- روبرت ليمان على موقع SpeedSkatingNews.info (الإنجليزية)
- روبرت ليمان على موقع SpeedSkatingStats.com (الإنجليزية)
- روبرت ليمان على موقع أوليمبيديا (الإنجليزية)
- روبرت ليمان على موقع اللجنة الأولمبية الألمانية (الألمانية)